# Список особо охраняемых природных территорий Санкт-Петербурга
На 2024 год к особо охраняемым природным территориям (ООПТ) Санкт-Петербурга относятся 17 объектов. Из них: 10 объектов — заказники и 7 — памятники природы, которые находятся в ведении ГКУ «Дирекция ООПТ Санкт-Петербурга»,
Примечание: Из существующих ООПТ в черте Санкт-Петербурга 3 объекта являются ООПТ федерального значения и относятся к категории ботанические сады и дендрологические парки - Ботанический сад Петра Великого, Ботанический сад Санкт-Петербургского государственного университета, Ботанический сад Санкт-Петербургской государственной лесотехнической академии им. С.М. Кирова.
Многие ООПТ Санкт-Петербурга также находятся под охраной государства в качестве объектов культурного наследия и/или входят в состав объекта Всемирного наследия ЮНЕСКО «Исторический центр Санкт-Петербурга и связанные с ним комплексы памятников».

## Существующие
Заказник
 Памятник природы
 Дендрологический парк и ботанический сад
 Лечебно-оздоровительная местность и курорт
| Название                                                                                      | Статус         | Категория ООПТ                           | Площадь (км²) | Район                                               | Дата основания | Иллюстрация |
| --------------------------------------------------------------------------------------------- | -------------- | ---------------------------------------- | ------------- | --------------------------------------------------- | -------------- | ----------- |
| Ботанический сад Петра Великого                                                               | Федеральный ·  | Дендрологический парк и ботанический сад | 0,23          | Петроградский                                       |                |             |
| Ботанический сад Санкт-Петербургского государственного университета                           | Федеральный ·  | Дендрологический парк и ботанический сад | 0,026         | Василеостровский                                    | 31.08.1864     |             |
| Ботанический сад Санкт-Петербургской государственной лесотехнической академии им. С.М. Кирова | Федеральный ·  | Дендрологический парк и ботанический сад | 0,65          | Выборгский                                          |                |             |
| Гладышевский заказник                                                                         | Региональный   | Заказник                                 | 84,19         | Курортный и Выборгский район Ленинградской области  | 26.07.1996     |             |
| Долина реки Поповки                                                                           | Региональный   | Памятник природы                         | 0,26          | Пушкинский                                          | 25.12.2013     |             |
| Дудергофские высоты                                                                           | Региональный   | Памятник природы                         | 0,66          | Красносельский                                      | 22.04.1992     |             |
| Елагин остров                                                                                 | Региональный · | Памятник природы                         | 0,968         | Петроградский                                       | 26.06.2012     |             |
| Западный Котлин                                                                               | Региональный   | Заказник                                 | 1,5           | Кронштадтский                                       | 26.06.2012     |             |
| Комаровский берег                                                                             | Региональный   | Памятник природы                         | 1,8           | Курортный                                           | 22.04.1992     |             |
| Новоорловский                                                                                 | Региональный   | Заказник                                 | 1,38          | Приморский                                          | 25.08.2015     |             |
| Озеро Щучье                                                                                   | Региональный   | Заказник                                 | 11,57         | Курортный                                           | 18.01.2011     |             |
| Парк «Сергиевка»                                                                              | Региональный · | Памятник природы                         | 1,2           | Петродворцовый                                      | 22.04.1992     |             |
| Петровский пруд                                                                               | Региональный   | Памятник природы                         | 0,031         | Приморский                                          | 15.02.2011     |             |
| Северное побережье Невской губы                                                               | Региональный   | Заказник                                 | 3,3           | Приморский                                          | 25.11.2009     |             |
| Сестрорецкое болото                                                                           | Региональный   | Заказник                                 | 18,77         | Курортный                                           | 15.02.2011     |             |
| Стрельнинский берег                                                                           | Региональный   | Памятник природы                         | 0,4           | Петродворцовый                                      | 22.04.1992     |             |
| Южное побережье Невской губы                                                                  | Региональный   | Заказник                                 | 2,66          | Петродворцовый                                      | 10.10.2013     |             |
| Юнтоловский                                                                                   | Региональный   | Заказник                                 | 9,76          | Приморский                                          | 20.07.1990     |             |
| Шунгеровский                                                                                  | Региональный   | Заказник                                 | 3,305         | Петродворцовый                                      | 08.06.2021     |             |
| Левашовский                                                                                   | Региональный   | Заказник                                 | 27,04         | Курортный район, Выборгский район (Санкт-Петербург) | 11.01.2023     |             |